# روزاليند بيلي
روزاليند بيلي (بالإنجليزية: Rosalind Bailey)‏ هي ممثلة بريطانية، ولدت في 1946.

## وصلات خارجية
- روزاليند بيلي على موقع IMDb (الإنجليزية)
- روزاليند بيلي على موقع أول موفي (الإنجليزية)
- روزاليند بيلي على موقع قاعدة بيانات الفيلم (الإنجليزية)
- روزاليند بيلي على موقع كينوبويسك (الروسية)